# Sinceny
Sinceny est une commune française située dans le département de l'Aisne, en région Hauts-de-France.

## Géographie

### Localisation
Sinceny est un bourg périurbain de la vallée de l'Oise, jouxtant Chauny et situé à 27 km à l'ouest de Laon, 29 km au sud de Saint-Quentin, à 25 km au nord de Soissons et à 37 km au nord-est de Compiègne.
Le bourg est desservi par le tracé initial de l'ex-route nationale 37.

### Hydrographie

#### Réseau hydrographique
La commune est située dans le bassin Seine-Normandie. Elle est drainée par l'Oise, le ru de Greves, le ru de l'Aulnois, le canal Saint-Lazare, le fossé 01 de la commune de Sinceny, le fossé 02 de la commune d'Amigny-Rouy, le fossé 03 de la commune d'Amigny-Rouy, divers bras de l'Oise,,.
L'Oise prend sa source en Belgique, à 309 mètres d'altitude, dans l'ancienne commune de Forges et se jette dans la Seine à 20 mètres d'altitude, au Pointil en rive droite et en aval du centre de Conflans-Sainte-Honorine dans le département des Yvelines. D'une longueur 341 kilomètres, elle est presque entièrement navigable et bordée de canaux sur 104 kilomètres. Les caractéristiques hydrologiques de l'Oise sont données par la station hydrologique située sur la commune de Condren. Le débit moyen mensuel est de 33,2 m3/s. Le débit moyen journalier maximum est de 307 m3/s, atteint lors de la crue du 23 décembre 1993. Le débit instantané maximal est quant à lui de 317 m3/s, atteint le même jour.
Le ru de Greves, d'une longueur de 10 km, prend sa source dans la commune de Amigny-Rouy et se jette  dans l'Ailette à Bichancourt, après avoir traversé six communes.

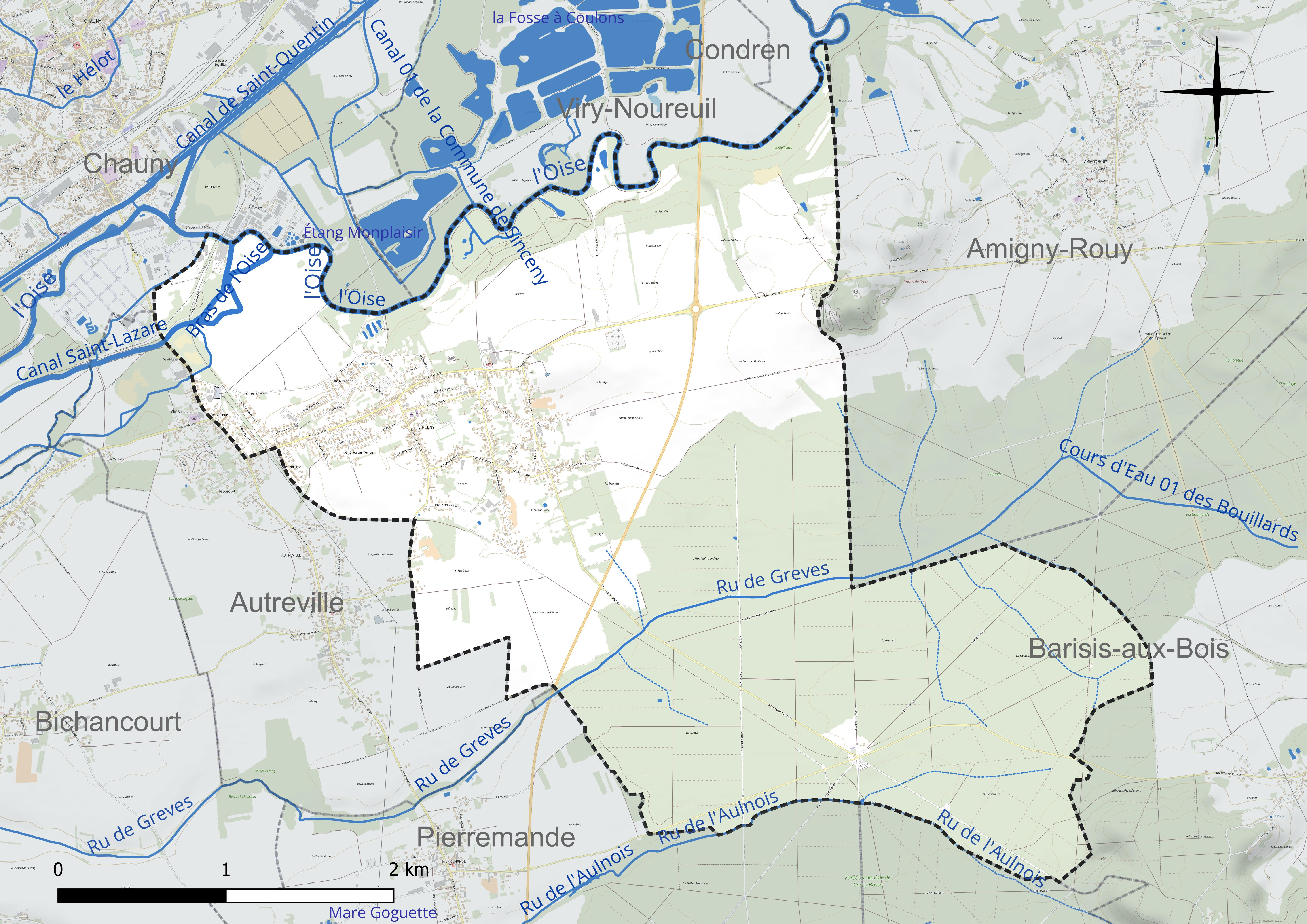
Réseau hydrographique de Sinceny.

#### Gestion et qualité des eaux
Le territoire communal est couvert par le schéma d'aménagement et de gestion des eaux (SAGE) « Oise moyenne ». Ce document de planification concerne un territoire de 1 013 km2 de superficie, délimité par le bassin versant de l'Oise moyenne. Le périmètre a été arrêté le 24 avril 2017 et le SAGE est, en 2024, encore en élaboration. La structure porteuse de l'élaboration et de la mise en œuvre est le syndicat mixte du SAGE Oise-Moyenne (SMOM).
La qualité des cours d'eau peut être consultée sur un site spécial géré par les agences de l'eau et l'Agence française pour la biodiversité.

### Climat
Pour des articles plus généraux, voir Climat des Hauts-de-France et Climat de l'Aisne.
En 2010, le climat de la commune est de type climat océanique dégradé des plaines du Centre et du Nord, selon une étude du CNRS s'appuyant sur une série de données couvrant la période 1971-2000. En 2020, Météo-France publie une typologie des climats de la France métropolitaine dans laquelle la commune est dans une zone de transition entre le climat océanique et le climat océanique altéré et est dans la région climatique Nord-est du bassin Parisien, caractérisée par un ensoleillement médiocre, une pluviométrie moyenne régulièrement répartie au cours de l'année et un hiver froid (3 °C).
Pour la période 1971-2000, la température annuelle moyenne est de 10,5 °C, avec une amplitude thermique annuelle de 15,2 °C. Le cumul annuel moyen de précipitations est de 710 mm, avec 11,9 jours de précipitations en janvier et 9,1 jours en juillet. Pour la période 1991-2020, la température moyenne annuelle observée sur la station météorologique la plus proche, située sur la commune de Chauny à 3 km à vol d'oiseau, est de 11,1 °C et le cumul annuel moyen de précipitations est de 709,9 mm,. Pour l'avenir, les paramètres climatiques de la commune estimés pour 2050 selon différents scénarios d'émission de gaz à effet de serre sont consultables sur un site spécial publié par Météo-France en novembre 2022.

## Urbanisme

### Typologie
Au 1er janvier 2024, Sinceny est catégorisée bourg rural, selon la nouvelle grille communale de densité à 7 niveaux définie par l'Insee en 2022.
Elle appartient à l'unité urbaine de Chauny, une agglomération intra-départementale dont elle est une commune de la banlieue,. Par ailleurs la commune fait partie de l'aire d'attraction de Chauny, dont elle est une commune de la couronne,. Cette aire, qui regroupe 23 communes, est catégorisée dans les aires de moins de 50 000 habitants,.

### Occupation des sols
L'occupation des sols de la commune, telle qu'elle ressort de la base de données européenne d'occupation biophysique des sols Corine Land Cover (CLC), est marquée par l'importance des forêts et milieux semi-naturels (49,6 % en 2018), une proportion sensiblement équivalente à celle de 1990 (49,4 %). La répartition détaillée en 2018 est la suivante : 
forêts (48,5 %), terres arables (28,4 %), zones urbanisées (11,4 %), prairies (5,8 %), zones agricoles hétérogènes (4,1 %), milieux à végétation arbustive et/ou herbacée (1 %), zones industrielles ou commerciales et réseaux de communication (0,7 %).
L'évolution de l'occupation des sols de la commune et de ses infrastructures peut être observée sur les différentes représentations cartographiques du territoire : la carte de Cassini (XVIIIe siècle), la carte d'état-major (1820-1866) et les cartes ou photos aériennes de l'IGN pour la période actuelle (1950 à aujourd'hui).

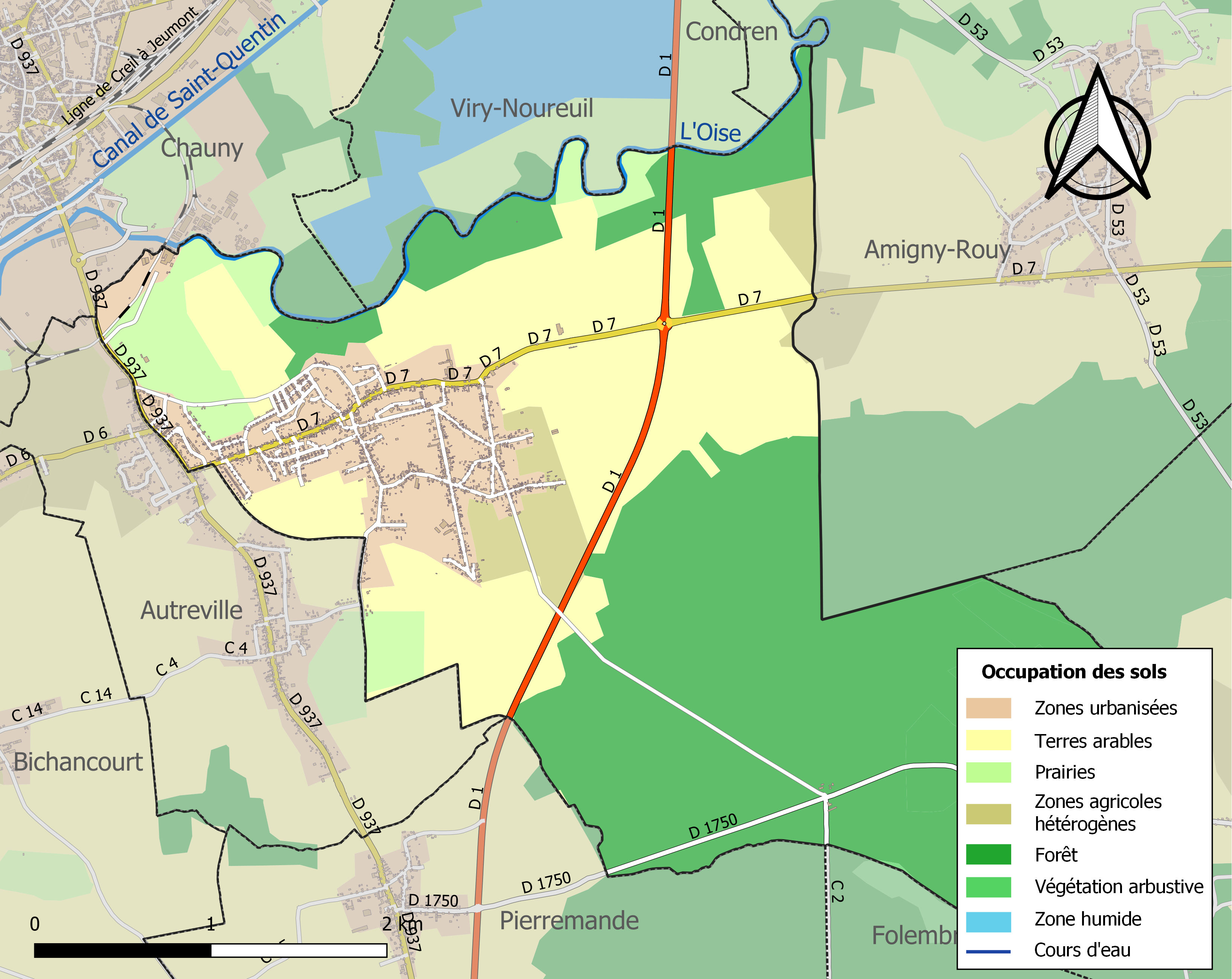
Carte de l'occupation des sols de la commune en 2018 (CLC).

## Toponymie
Le nom de la localité est attesté sous les formes Cincinniacus (877) ; Cincinhei (1130) ; Molendinum de Cinckini (1150) ; Cyncinith (1153) ; Chinchinich (1153) ; Cinceny (1158) ; Chincheny (XIIe siècle) ; Cincheni (1217) ; Cinceniacum (1221) ; Chinceniacus (1222) ; Cinceni (1223) ; Cincingni (1225) ; Chinceni (1298) ; Cinceny (1340) ; Chinchenny (1451) ; Chinchegny (1470) ; Sancheny, Seincheny (1533) ; Sincheny (1534) ; Saint-Cheny (1535) ; Sainct-Cheny (1575) ; Sainct-Chegny (1593) ; Saint-Cenys, Saint-Cenis (1596) ; Saint-Seny (1619) ; Saint-Ceny (1687).
Les habitants de Sinceny avaient pour surnom les Nez-creux de Sincheny.[réf. nécessaire]

## Histoire
La seigneurie de Sinceny est achetée en 1487 par Jacques du Passage, gentilhomme ordinaire de la chambre du duc d'Orléans, maître des Eaux et forêts de Chauny, à Jacques de Saveuse.
À l'occasion du siège de La Fère, Josias du Passage, écuyer, seigneur de Sinceny, Autreville, gentilhomme de la chambre du roi, reçoit pendant plusieurs jours, en février 1596, le roi Henri IV dans son château de Sinceny. La famille du Passage y fait construire au milieu du XVIe siècle un château, alors entouré de douves en eau avec un pont-levis, qu'elle conserve jusqu'en 1683.
L'acquéreur, Théophile Bouzier d'Estouilly, revend la seigneurie de Sinceny en 1698 à Gaspard Fayard, écuyer, mort en 1723. Son successeur, son fils Jean-Baptiste Fayard, écuyer, seigneur de Sinceny et autres lieux, lieutenant-colonel du régiment royal-cavalerie, Gouverneur de Chauny, chevalier de Saint Louis, découvre en 1733 sur son domaine, de l'argile propre à la fabrication de faïences. Il est autorisé par lettres patentes du 15 février 1737 à créer, sur le côté est de son château, à l'emplacement de la mairie actuelle, une manufacture de faïences. Cette manufacture produit la faïence de Sinceny, dont l'aspect s'approche de celui de la faïence de Rouen. Jean-Baptiste Fayard meurt en son château de Sinceny en 1762.
Poursuivie par ses descendants, la fabrication de faïences dure jusqu'en 1866 dans la "manufacture du château" et jusqu'en 1886 dans trois autres ateliers aux alentours.
Dans la seconde moitié du XIXe siècle, le château appartient à la famille Lacroix. Il se composait d'un grand corps de logis cantonné par une aile et par deux tours, le tout construit en brique et pierre. Il se  trouvait en arrière de la grille et du portail d'entrée qui subsistent aujourd'hui, face à une longue avenue plantée d'arbres.

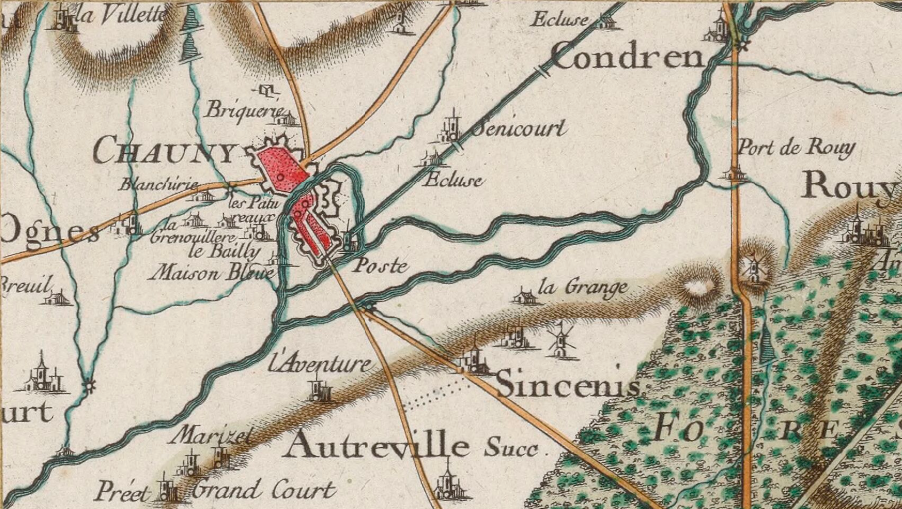
Sinceny et Autreville sur la carte de Cassini (XVIIIe siècle).

Sinceny et Autreville ne faisaient qu'une seule commune depuis la Révolution française, sous le nom de Sinceny-Autreville, jusqu'au détachement d'Autreville en 1836, formant désormais une commune autonome.
Première Guerre mondiale
Lors de la Première Guerre mondiale, le château est détruit par les allemands, quand ceux-ci aménagent la Ligne Hindenburg, au début de 1917.
Le village est considéré comme détruit à la fin de la guerre et a  été décoré de la Croix de guerre 1914-1918, le 17 octobre 1920.
A la fin des années 1920, une vaste demeure a été reconstruite sur le côté ouest de l'emplacement du château et dans l'enclos du parc.
Circonscriptions d'Ancien Régime
Avant la Révolution, Sinceny appartenait au Bailliage de Coucy, dans l'élection et le diocèse de Laon, la Généralité de Soissons.

## Politique et administration

### Rattachements administratifs et politiques
La commune se trouve dans l'arrondissement de Laon du département de l'Aisne. Pour l'élection des députés, elle fait partie depuis 1958 de la quatrième circonscription de l'Aisne.
Depuis la Révolution, Sinceny appartient au canton de Chauny,. Dans le cadre du redécoupage cantonal de 2014 en France, ce canton, dont la commune est toujours membre, est modifié, passant de 20 à 21 communes.

### Intercommunalité
Sinceny a fait partie de la communauté de communes Chauny-Tergnier, créée en 1999.
Celle-ci fusionne avec sa voisine pour former, le 1er janvier 2017, la communauté d'agglomération Chauny-Tergnier-La Fère, dont Sinceny est désormais membre.

### Tendances politiques et résultats
L'extrême-droite y fait des scores très largement supérieurs à la moyenne nationale, en progression depuis les 20 dernières années. Alors que Jean-Marie Le Pen n'y obtient que 26,77 % des suffrages au second tour de l'élection présidentielle de 2002, sa fille Marine Le Pen récolte 45,91 % des suffrages au premier tour de l'élection de 2022 et 66,58 % au second, soit 5 points de plus qu'en 2017 (40% au premier et 61,55 % au second). Son parti avait obtenu 46,62 % des votes au élections européennes de 2019.
Lors du premier tour des élections municipales de 2020 dans l'Aisne, la liste menée par le maire sortant, Bernard Pezet , remporte le scrutin avec 431 voix (53,80 % des suffrages exprimés et 15 élus) contre celle de la conseillère départementale, Fabienne Marchionni avec 370 voix (46,19 % et 4 élus),.

## Population et société

### Démographie
L'évolution du nombre d'habitants est connue à travers les recensements de la population effectués dans la commune depuis 1793. Pour les communes de moins de 10 000 habitants, une enquête de recensement portant sur toute la population est réalisée tous les cinq ans, les populations de référence des années intermédiaires étant quant à elles estimées par interpolation ou extrapolation. Pour la commune, le premier recensement exhaustif entrant dans le cadre du nouveau dispositif a été réalisé en 2004.

En 2022, la commune comptait 1 988 habitants, en évolution de −2,55 % par rapport à 2016 (Aisne : −1,97 %, France hors Mayotte : +2,11 %).
| 1793  | 1800  | 1806  | 1821  | 1831  | 1836  | 1841  | 1846  | 1851  |
| ----- | ----- | ----- | ----- | ----- | ----- | ----- | ----- | ----- |
| 1 213 | 1 454 | 1 448 | 1 526 | 1 665 | 1 622 | 1 723 | 1 762 | 1 821 |

| 1856  | 1861  | 1866  | 1872  | 1876  | 1881  | 1886  | 1891  | 1896  |
| ----- | ----- | ----- | ----- | ----- | ----- | ----- | ----- | ----- |
| 1 839 | 1 867 | 2 062 | 1 952 | 2 075 | 1 934 | 1 994 | 1 926 | 1 993 |

| 1901  | 1906  | 1911  | 1921  | 1926  | 1931  | 1936  | 1946  | 1954  |
| ----- | ----- | ----- | ----- | ----- | ----- | ----- | ----- | ----- |
| 1 979 | 1 926 | 1 850 | 1 311 | 2 203 | 2 106 | 1 961 | 2 066 | 2 263 |

| 1962  | 1968  | 1975  | 1982  | 1990  | 1999  | 2004  | 2006  | 2009  |
| ----- | ----- | ----- | ----- | ----- | ----- | ----- | ----- | ----- |
| 2 394 | 2 273 | 2 349 | 2 221 | 2 078 | 2 158 | 2 117 | 2 131 | 2 154 |

| 2014  | 2019  | 2022  | - | - | - | - | - | - |
| ----- | ----- | ----- | - | - | - | - | - | - |
| 2 041 | 2 028 | 1 988 | - | - | - | - | - | - |

### Enseignement
Un pôle enfance-jeunesse, regroupant notamment le périscolaire et l'accueil de loisirs sans hébergement pendant les vacances, ainsi que l'Espace public numérique animé par la communauté d'agglomération, et  par le relais d'assistantes maternelles qui regroupe huit communes est créé en 2019,.

### Culture
Sinceny se dote en 2020 d'une école de musique animée par l'association musicale Les Solid'Airs de Sinceny.

### Santé
L'intercommunalité crée en 2019/2020 une maison de santé pluridisciplinaire d'une superficie de 900 m2, rue des Faïences, pour un coût de 2,2 millions d'euros environ, financé par emprunt et dont les loyers payés par les 14 professionnels qui l'utiliseront financeront les annuités de remboursement, et avec l'aide de l'État, de la Région des Hauts-de-France et du Département.
La résidence pour personnes âgées du Clair logis, comprenant 40 logements individuels que les pensionnaires peuvent aménager à leur convenance, accueille les résidents n'ayant pas besoin d'assistance médicalisée.

## Culture locale et patrimoine

### Lieux et monuments
- Église de la paroisse Saint-Médard de Sinceny, reconstruite après la Première Guerre mondiale. La précédente église datait du XIXe siècle (Louis Rey architecte).
- Château de Sinceny
- Monument aux morts (Louis Rey architecte).

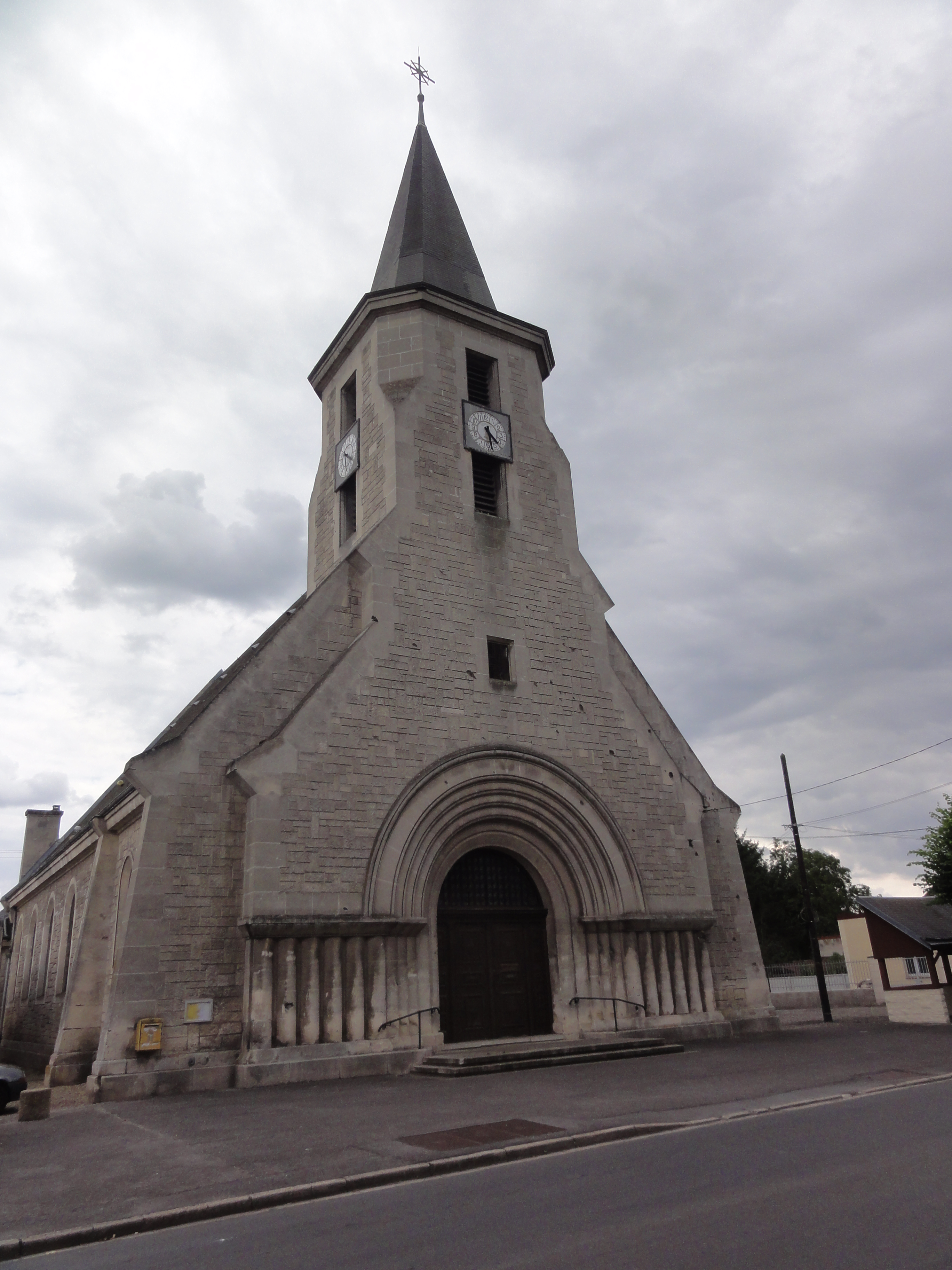
Église Saint-Médard.
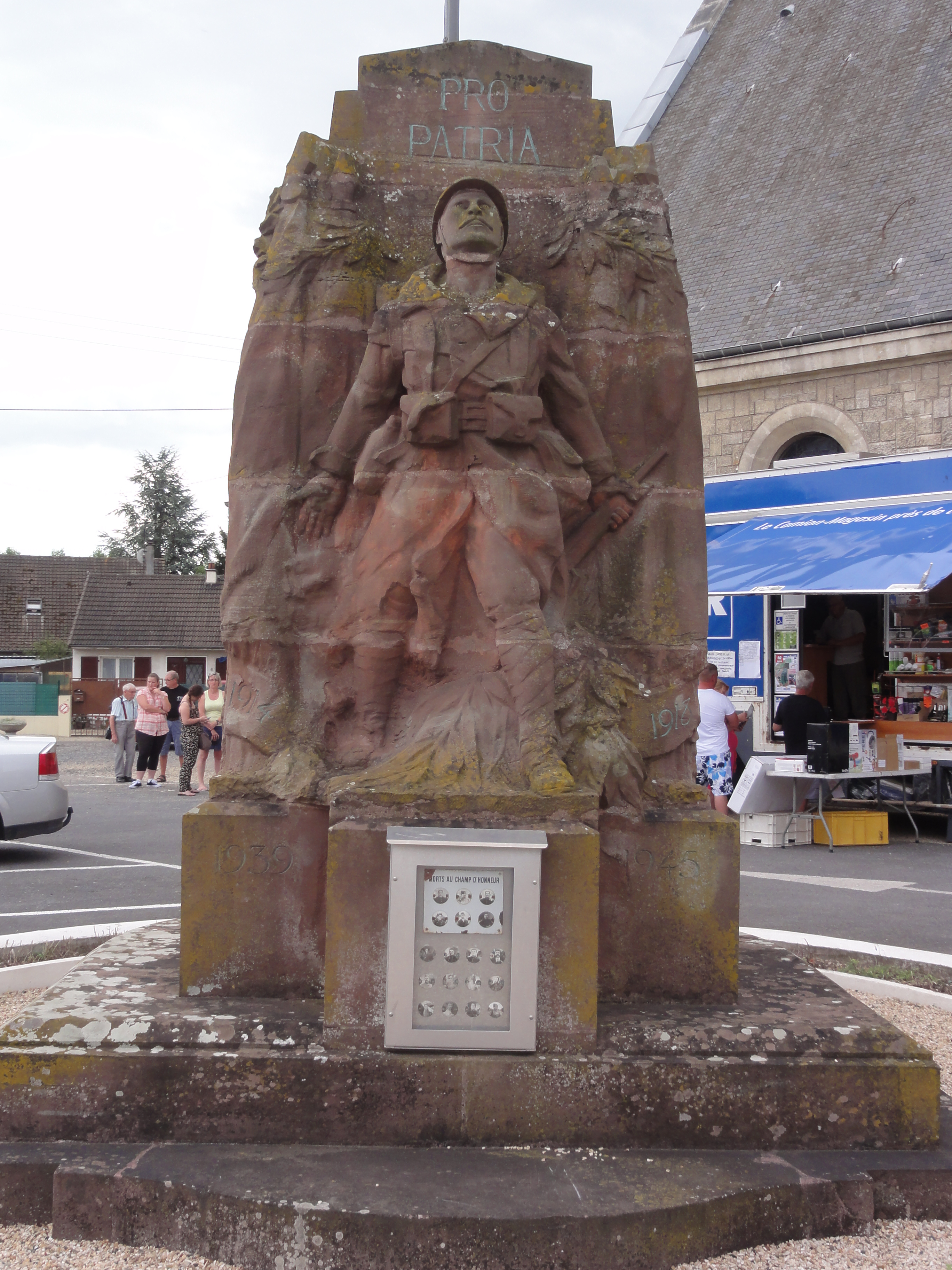
Monument aux morts.

### Personnalités liées à la commune
- Émile Duployé, pour sa méthode de sténographie.
- Charles Félix Fouquet, député de l'Aisne de 1876 à 1885.
- Francky Vincent y achète le château des Houx en 2020 et s'y installe[50].

### Héraldique
| Blason de Sinceny | Blason  | De sable à trois fasces ondées d'or. Ornements extérieursCroix de guerre 1914-1918                    |
| Blason de Sinceny | Détails | Armes de la famille du Passage, qui posséda la seigneurie de Sinceny de 1487 à 1683. Blason officiel. |